# أولاد حمزة
قرية أولاد حمزة هي إحدى القرى التابعة لمركز ومدينة العسيرات بمحافظة سوهاج في جمهورية مصر العربية. حسب إحصاءات سنة 2006، بلغ إجمالي السكان في أولاد حمزة 38550 نسمة، منهم 19853 رجل و18697 امرأة.